# Ary Alcântara
Ary Rodrigues Alcântara (Pelotas, 28 de outubro de 1920 — Pelotas, 15 de janeiro de 2003) foi um político brasileiro. Exerceu o mandato de deputado federal pelo Rio Grande do Sul em 1963-1973, 1980-1983. De em 1973 a 1977 foi prefeito de Pelotas, no Rio Grande do Sul. Também foi cônsul honorário de Cuba no Rio Grande do Sul (1954-1957), assessor do Ministro da Fazenda; presidente da Companhia Telefônica Melhoramento e Resistência em Pelotas.
Na carreira política foi filiado a três partidos: PSD, PDS, ARENA. No extinto PSD, foi Assessor da Representação; Více-Líder do Governo (1964-1965) e Vice-Líder da ARENA (1970).
O político teve contribuições na área da educação. Ele ajudou a construir a Universidade Federal de Pelotas (UFPel) e a Universidade Católica de Pelotas (UCPel).
No início dos anos 2000, Ary deixou a carreira política e passou a se dedicar à agricultura, na área e fruticultura, em Porto Alegre.
Filho de Agostinho Garcia Alcântara e de Maria Fausta Alcântara Rodrigues, Ary foi casado com Maria de Lurdes Carvalho de Alcântara, com quem teve seis filhos.
Ary Alcântara morreu em janeiro de 2003, aos 82 anos de insuficiência respiratória. Como forma de homenagear o político foi dado a um logradouro de Pelotas o nome de Avenida Prefeito Ary Alcântara, no bairro Parque do Obelisco.

## Carreira política
Ary Alcântara iniciou sua carreira na política quando foi eleito deputado federal (1962) pelo Rio Grande do Sul, na legenda do PSD. Em seguida, foi vice-líder do Governo na Câmara (1964-1965).
Em 1965, o Ato Institucional nº 2 extinguiu os partidos políticos e instaurou o bipartidarismo. Nesse cenário, Alcântara filiou-se à Aliança Renovadora Nacional (Arena), que atuava a favor do regime militar instalado no país.
Foi reeleito como deputado federal em 1966 e 1970. Em 1968 foi quarto-secretário da Câmara em (1968-1969), depois vice-líder da Arena (1970) e suplente da Comissão de Segurança Nacional. Integrou as comissões de Educação e Cultura, Agricultura, e Finanças e Orçamento (foi vice-presidente desta última em 1971). Também foi membro efetivo da Comissão Executiva do Grupo Brasileiro da Associação Interparlamentar de Turismo.
Em meio ao mandato, em 1973, renunciou ao cargo para assumir a prefeitura de Pelotas (RS) e permaneceu no cargo até 1977.
Em 1979 aconteceu a extinção do bipartidarismo e a nova legenda de Ary Alcântara foi o Partido Democrático Social (PDS) - que deu continuidade à orientação governista da Arena. Assumiu o mandato de deputado federal (1980) e permanecendo na Câmara até 1983. Concorreu a um novo mandato de deputado federal pelo Rio Grande do Sul e obteve a segunda suplência.